# Mimořádný lidový soud
Mimořádné lidové soudy byly mimořádné trestní soudy zřízené v Československu po skončení druhé světové války na základě tzv. velkého retribučního dekretu prezidenta republiky. Trestaly zločiny proti československému státu, proti osobám a majetku a také udavačství, jestliže ale šlo o členy protektorátních vlád a další veřejně činné osoby, soudil je zvláštní Národní soud. Působily však jen v českých zemích, na Slovensku byla podle nařízení Slovenské národní rady vybudována samostatná soustava místních a okresních lidových soudů včetně vlastního Národního soudu.

## Organizace a řízení
Mimořádné lidové soudy zasedaly v sídlech 24 tehdejších krajských soudů, v případě potřeby ale i jinde. Jednaly v pětičlenných senátech (po obnovení činnosti tříčlenných), přičemž pouze předseda senátu byl soudce z povolání, zbylí členové byli soudci z lidu. Všichni však, včetně veřejných žalobců, kteří zde zastupovali obžalobu, byli vybíráni ze seznamů státně spolehlivých občanů sestavovaných okresními národními výbory. Mimořádné lidové soudy jednaly veřejně a ve zrychleném řízení podle pravidel pro stanné právo, celé řízení mělo trvat maximálně tři dny. Mohlo být jednáno i v nepřítomnosti obžalovaného, ten však měl vždy právo na obhájce a jestliže ho nevyužil, byl mu ustanoven soudem (ex offo). Byl-li souzený uznán vinným, nehrozil mu jen trest smrti nebo těžký žalář od pěti let až po doživotí, ale zároveň také nucené práce, propadnutí majetku nebo ztráta občanské cti. Proti rozsudku, který byl vyhlašován také veřejně a ihned po skončení jednání, nebylo žádného odvolání a ani případná žádost o milost prezidenta republiky neměla odkladné účinky. Byl-li uložen trest smrti, vykonával se zpravidla do dvou hodin, přičemž mimořádný lidový soud mohl rozhodnout o tom, že se vykoná veřejně.

## Výsledky
Původně byla účinnost velkého retribučního dekretu č. 16/1945 Sb. plánována pouze na dobu jednoho roku, později byla zákony č. 149/1946 Sb. a 245/1946 Sb. prodloužena až do 4. května 1947. Do té doby bylo k veřejným žalobcům mimořádných lidových soudů podáno přes 130 tisíc trestních oznámení, z čehož vzešlo 38 316 obžalob. K trestu smrti bylo odsouzeno celkem 713 osob (475 Němců a 234 Čechů), na doživotí 741 osob (443 Němců a 293 Čechů), k dočasnému trestu odnětí svobody 19 888 osob, přičemž průměrná délka trestu přesahovala 10 let, a 9132 osob bylo osvobozeno. Zbývající případy byly vyřízeny jinak (upuštěním od potrestání, zastavením řízení apod.) nebo je po uplynutí stanovené doby převzaly řádné soudy. Z řad nacistických okupantů byli mimořádnými lidovými soudy odsouzeni např. státní ministr K. H. Frank, zastupující říšský protektor Kurt Daluege, náměstek pražského primátora Josef Pfitzner, moravský zemský viceprezident Karl Schwabe, důstojník SS zodpovědný za vyhlazení Lidic Harald Wiesmann, velitel věznice gestapa v Terezíně Heinrich Jöckel a další. U několika desítek osob byla poprava na základě rozsudku mimořádného lidového soudu provedena veřejně.
O výsledcích poválečného retribučního soudnictví se diskutovalo. Například v Národním shromáždění je jako nedostatečné kritizovali zejména komunističtí poslanci. Po Únoru 1948 pak byla činnost mimořádných lidových soudů ještě zákonem č. 33/1948 Sb. obnovena, a to až do konce roku 1948. Tehdy navíc bylo možné znovuzahájit už pravomocně rozhodnuté případy.